# Bayerisches Staatsorchester

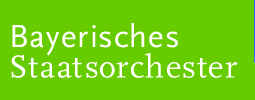
Logo du Bayerisches Staatsorchester

Le Bayerisches Staatsorchester est l'orchestre en résidence du Bayerische Staatsoper (opéra d'État de Bavière).

## Historique
Fondé en 1523, sous Ludwig Senfl, l'orchestre, spécialisé en musique religieuse, est déjà sous Roland de Lassus l'un des plus beaux orchestres d'Europe. En 1651, l'opéra italien est introduit à Munich. À partir de 1762 il devient Hoforchester (orchestre de cour). Son nom actuel date de 1918. L'histoire de l'orchestre est indissociable de celle de l'Opéra d'État de Bavière.
L'orchestre a vécu une longue et fructueuse période de coopération avec Carlos Kleiber alors que celui-ci n'en a jamais été le directeur musical.
Depuis 1998, Zubin Mehta a assuré la direction musicale de l'orchestre comme de l'opéra. Kent Nagano lui a succédé en 2006.
L'orchestre de l'Opéra d'État de Bavière est l'un des trois grands orchestres de la ville de Munich, avec l'Orchestre symphonique de la Radiodiffusion bavaroise et l'Orchestre philharmonique de Munich.
En 2020, l'orchestre reçoit un International Opera Award. 

## Directeurs musicaux depuis 1836
- 1836-1867 : Franz Lachner
- 1867-1869 : Hans von Bülow
- 1870-1877 : Franz Wüllner
- 1872-1896 : Hermann Levi
- 1894-1896 : Richard Strauss
- 1901-1903 : Hermann Zumpe
- 1904-1911 : Felix Mottl
- 1913-1922 : Bruno Walter
- 1922-1935 : Hans Knappertsbusch
- 1937-1944 : Clemens Krauss
- 1945 : Hans Knappertsbusch
- 1946-1952 : Georg Solti
- 1952-1954 : Rudolf Kempe
- 1956-1958 : Ferenc Fricsay
- 1959-1968 : Joseph Keilberth
- 1971-1992 : Wolfgang Sawallisch
- 1992-1998 : Peter Schneider (de), intérim
- 1998-2006 : Zubin Mehta
- 2006-2013 : Kent Nagano
- 2013-2019 : Kirill Petrenko
- depuis 2020 : Vladimir Iourovski[2]

### Source
- (en) Cet article est partiellement ou en totalité issu de l’article de Wikipédia en anglais intitulé « Bayerisches Staatsorchester » (voir la liste des auteurs).